# Каривил (Мисури)
Каривил (енгл. Curryville) град је у америчкој савезној држави Мисури.

## Демографија
По попису из 2010. године број становника је 225, што је 26 (-10,4%) становника мање него 2000. године.
| Група             | 2000.       | 2010.       |
| Белци             | 230 (91,6%) | 205 (91,1%) |
| Афроамериканци    | 10 (4,0%)   | 4 (1,8%)    |
| Азијати           | 1 (0,4%)    | 1 (0,4%)    |
| Хиспаноамериканци | 0 (0,0%)    | 4 (1,8%)    |
| Укупно            | 251         | 225         |